# 乗馬服
乗馬服（じょうばふく）とは、欧米式の乗馬において着用する服装のこと。
乗馬クラブなどでの乗馬服は大きく分けると、英国式のブリティッシュスタイルと、米国式のウエスタンスタイルに分類され、日本ではブリティッシュスタイルが主流である。また乗馬の種類（馬場馬術用、障害馬術用、競馬騎手用、野外騎乗用、ポロ競技用など）に応じてそれぞれ異なった乗馬服が定められている。競馬の騎手がレースで着用する服は勝負服と呼ばれる。

## ブリティッシュスタイル

### 起源
その起源は17世紀のヨーロッパにおける上流階級の社交にあり、スポーツウェアとしてはフォーマルまたはドレッシーなのが特徴である。モーニングコートは乗馬用のコートが変化したものとも言われる。基本的には乗馬用上着、乗馬用ズボン、シャツ、ブーツの組み合わせからなり、男性用としては18世紀末に形式がほぼ完成し、1910年代には男女共に同型のものを着用するようになった。

### 女性用乗馬服
英語では女性の乗馬服をライディングハビット（Riding habit）と呼んでいたが、現在では男女に関わらず総称として使われる。フランスではギリシア神話に登場する女性騎馬戦士のアマゾーンにちなんでアマゾーヌ（Amazone）と呼ばれた。
17世紀後半、イギリスの宮廷において女性の乗馬服着用が流行し、上着は男性のものと同じようなもので、下半身にはスカートという組み合わせが女性の乗馬服として定着していった。女性の乗馬は男性のように馬に跨がるのではなく、正式な乗馬スタイルは横乗り（サイドサドル）とされ、19世紀後半に一般市民にも乗馬が普及し始めても、足を露出しないようにスカートを着用するのがマナーとされた。しかし1930年代末には横乗りはほとんど見られなくなったとされる。

### 略装
ある乗馬の入門書によれば、乗馬用ズボン、乗馬用ブーツ、ヘルメットの3点が必須で、手袋は軍手で代用でき、シャツは襟の付いたもの、例えばポロシャツで可としている。また、初心者のうちは怪我の防止のため衝撃を吸収してくれるベスト状のプロテクターが必要だが、装備品はレンタルすることもできる。
頭の保護は特に大切であり、ヘルメットや猟騎帽は頭から落ちないように顎紐付きのものを選ぶ。
ズボンについては、鞍の当たる足の内側部分が当て布で補強された乗馬用のものがあり、脹脛の少し下までの長さのキュロット、踝までの長さのジョッパーズがある。
ブーツは、キュロットには長靴（ロングブーツ）を、ジョッパーズには短めのジョッパーブーツを合わせる。ブーツは足や足首の保護、また鐙から滑らないためにもきちんとしたものが必要である。長靴の場合は裾をブーツの中に入れるため、ズボンは裾が広がっていないものが良い。ブーツの素材は革製のものが丈夫で蒸れにくいが、ゴム製のものも安価で汚れが落ち易いなどのメリットがある。
手袋は、手綱で手を傷つけないための保護や汚れの防止、濡れても滑りにくくするなどの役目がある。

### 正装
ある乗馬の入門書によれば、正装として次のような例を挙げている。
- 淡い色のシャツ
- 紺か黒のジャケット、あるいはツイードの遠乗り用ジャケット
- ネクタイ、または白かクリーム色のストックタイ
- 紺か黒の猟騎帽
- ベージュかクリーム、あるいは黄色の乗馬ズボン
- 革または合成素材のブーツ
- 手袋（革、綿、ウール）

## ウエスタンスタイル
アメリカ西部のカウボーイに由来するスタイルで、動きやすく疲れにくいなど、実用的なのが特徴である。
- カウボーイハット（en:Cowboy hat）
- ウエスタンシャツ
- ジーンズ
- ベルトバックル（en:Belt buckle）
- チャップス
- カウボーイブーツ